# 帕夫洛·维尔斯基
帕夫洛·帕夫洛维奇·维尔斯基（烏克蘭語：Павло Павлович Вірський，1905年2月25日—1975年7月5日），苏联人民艺术家。苏联和乌克兰的舞蹈家、芭蕾舞大师、编舞家。為帕夫洛·维尔斯基乌克兰国家民间舞蹈团的创始人。他在乌克兰舞蹈的作品具有开创性，影响了一代又一代的舞蹈家。

## 初期
1905年2月25日，帕夫洛生于俄罗斯帝国敖德萨。  1927年，帕夫洛自敖德萨音乐戏剧学校毕业后，继续在莫斯科的技術剧院深造，直到1928年。1925年，乌克兰苏维埃社会主义共和国各地开始组织国家剧院、為藝術家們提供工作。帕夫洛在1928 年回到敖德萨后，加入敖德萨歌剧和芭蕾舞剧院，担任舞蹈演员和编舞。他在該劇院與米科拉·博洛托夫一起演繹了赖因霍尔德·格里埃尔的《红罂粟》作為其出道作。1931年，帕夫洛离开敖德萨，開始在哈尔科夫、第聂伯罗彼得罗夫斯克和基輔等多家剧院，担任芭蕾舞指導，並参与制作了《里文達》 、 《爱斯梅拉达》 、 《海盗》 、《天鹅湖》、《堂吉诃德》等芭蕾舞剧。

## 民间舞蹈

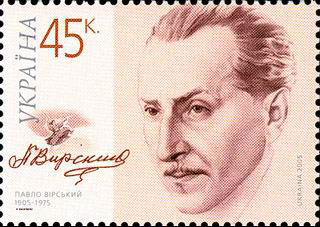
帕夫洛·维尔斯基的郵票

1936年，作为第一届乌克兰文学艺术节的一部分，基辅歌剧和芭蕾舞团在莫斯科表演了兩齣歌劇，分別為米科拉·李森科的《娜塔卡·波尔塔夫卡》和谢苗·胡拉克-阿尔特莫夫斯基的《多瑙河對岸的札波羅熱人》。《札波羅熱人》包括帕夫洛與米科拉共同编排的乌克兰民间舞蹈。次年，帕夫洛和米科拉创立了乌克兰苏维埃社会主义共和国国家民间舞蹈团，再度共同創作一系列舞蹈劇。後來随着第二次世界大战爆发、苏德战争逼近，许多乐团為了響應军队的徵召表演，開始暂停活动。1939年，帕夫洛担任基辅军区红旗歌舞团指挥，继续从事民间主题舞蹈编排工作。1942年，他离开了歌舞团，出亚历山德罗夫红旗歌舞团舞蹈演员艺术指导多年。1946年加入联共（布）。

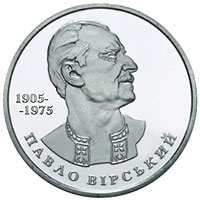
纪念帕夫洛·维尔斯基诞辰100周年的禧年硬币

1955年，帕夫洛回到基辅，执掌他创建的乌克兰苏维埃社会主义共和国国家民间舞蹈团。战争结束后，其他人重建了该舞蹈团。在直到1975年去世前的20年中，帕夫洛将乌克兰民间舞台舞蹈的概念，发展到了超出人们想象的程度：他创办了一所学校，用他所开发的技巧，来训练舞蹈演员。他带着他的舞者们，在世界各地巡回演出，影响了全世界的乌克兰舞者。
1975年7月5日，帕夫洛在基辅去世。1977年，乌克兰苏维埃社会主义共和国国家民间舞蹈团，以他的名字命名。